# ミカエル8世パレオロゴス
ミカエル8世パレオロゴス（ギリシャ語: Μιχαὴλ Δούκας Ἄγγελος Κομνηνὸς Παλαιολόγος, ラテン文字転写: Mikhaēl Doukas Angelos Komnēnos Palaiologos, 1224年 - 1282年12月11日）は、東ローマ皇帝（1261年 - 1282年）およびニカイア帝国の共同皇帝（1259年 - 1261年）。ミカエル8世が開いたパレオロゴス朝は1453年のコンスタンティノープルの陥落まで東ローマ帝国を支配することになる。彼は1261年にラテン帝国からコンスタンティノープルを奪還し、東ローマ帝国を再建した。彼の治世下で東ローマ帝国は国力を回復し、陸軍および海軍は拡張された。コンスタンティノープルは再建され、人口が増加した。彼の元でコンスタンティノープル大学が再建され、13世紀から15世紀にかけてのパレオロゴス朝ルネサンスに貢献した。
また、彼の治世下で東ローマ帝国軍はバルカン半島での第二次ブルガリア帝国との対決に注視するようになり、アナトリア半島の国境線が放置されるようになった。彼の後継者たちもこの変化を補うことはできず、教会分裂および1321年から1328年までおよび1341年から1347年までの2度の内戦によって領土強靭化と回復の機会は失われ、帝国の国力・経済・資源の低下を招いた。トレビゾンド帝国やエピロス専制侯国といった東ローマ帝国の後継国家、ブルガリア、セルビア帝国との定期的な紛争によって旧領土の分裂が定常化し、セルジューク朝没落後に台頭してきたベイリク、なかでも後にオスマン帝国となるオスマン1世による領土征服の元になった。

## 生い立ち
ミカエル8世パレオロゴスは東ローマ帝国総司令官アンドロニコス・パレオロゴスおよびテオドラ・アンゲリナ・パレオロギナ（アレクシオス3世アンゲロスとエウフロシュネ・ドゥーカイナ・カマテラの孫娘）の間に生まれた。ディーノ・ゲアナコプロスによれば、ミカエル8世は第4回十字軍によるコンスタンティノープル包囲戦以前に東ローマ帝国を支配した3皇室すべての血を引くとされる。彼の幼少期、母の顕著な活動記録は見られない。少なくとも当時、彼は大軍官ニケフォロス・タルカニオテスに嫁いだ10歳年上の姉マルタによって養育されていた。

## 台頭
彼は若くから台頭していき、父アンドロニコスの下トラキア半島のメルニクおよびセレスを統治した。しかしながら1253年、ミカエルは皇帝ヨハネス3世ドゥーカス・ヴァタツェスの廃位を企てたとして訴えられた。彼は神明裁判で赤く熱した鉄を持つことで潔白を示す必要に迫られた。鉄を持つよう皇帝がミカエルに命じると、若いミカエルは（ゲアナコプロスの言葉を借りれば）「後の治世を示唆するような機敏な」返答をしたという。すなわち提案を支持していたことが明らかなフィラデルフィア府主教フォカスが自らの手で祭壇から鉄をミカエルに渡せば、真実が明らかになると喜んでそれを受け取るだろうと答えた。
刑罰を免れ、皇帝の甥の娘と結婚しラテン人の大傭兵隊長にも任じられたミカエルだが、依然として不信を抱かれていた。ヨハネス3世の死を受けて、ミカエルは数人の親友と共にサンガリオス川を渡りルーム・セルジューク朝に仕えた。彼はスルターン・カイカウス2世の下でキリスト教徒傭兵を指揮した。後年、テオドロス2世ラスカリスがミカエルを呼び戻すと、テオドロスの身分保障に対しミカエルは臣従の誓で応え皇帝の元に戻った。
1258年、テオドロス2世の死から数日後、ミカエルは8歳の皇帝ヨハネス4世ラスカリスの後見人を務めていた有力な官僚ゲオルギオス・ムザロンの失脚を狙ってクーデタを扇動した。ミカエルは大都督の称号を授かり、1258年11月13日には専制公に任じられた。1259年1月1日、ニンファイオンでミカエルは正式に（おそらくヨハネス4世抜きで）皇帝（バシレウス）に即位した。

## コンスタンティノープル

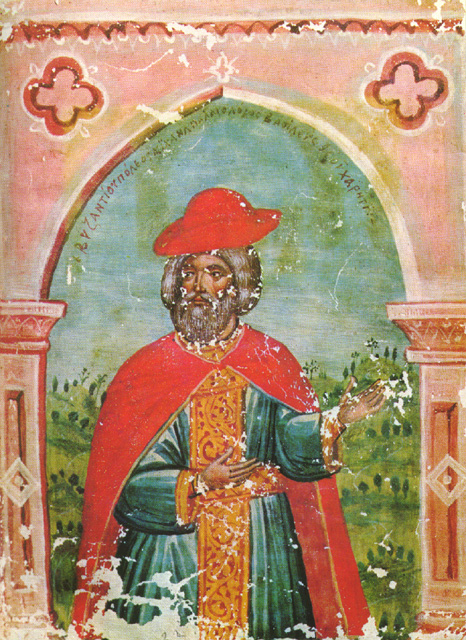
ミカエル8世を描いた15世紀の細密画（ロシア国立図書館所蔵）

1259年、ミカエルはペラゴニアの戦いでギヨーム2世・ド・ヴィルアルドゥアン、アカイア公国、エピロス専制公ミカエル2世アンゲロス・コムネノスの同盟を打ち破った。ゲアナコプロスは「1261年のコンスタンティノープル回復直前の時代で、ペラゴニアにおけるミカエル・パレオロゴスの勝利ほど重要な出来事は存在しない」と述べている。これによって西側で対峙する敵国からの攻撃が（当面）回避されただけでなく、有能な指導者としてミカエルの正統性が増した.。
輝かしい勝利をもってしても、ミカエルが簒奪者の誹りを免れる方法はコンスタンティノープルの回復以外に存在しなかった。1260年にミカエルはコンスタンティノープルを包囲するものの奪取には失敗した。コンスタンティノープルに援軍が来るという噂が流れ、同年8月にミカエルはラテン皇帝ボードゥアン2世と1年間の和議を結んだ。コンスタンティノープルを効率的に包囲するには海軍力が不可欠だと悟ったミカエルは翌年3月、ジェノヴァ共和国とニンファエウム条約を締結した。結局1261年7月25日、ジェノヴァ海軍の助けなしにアレクシオス・ストラテゴポウロスはコンスタンティノープルを奪取した。
帝都奪還の知らせを受けたエイレーネー・コムネネ・パレオロギナは弟ミカエルを早朝に起こした。ミカエルは宮殿から逃走したボードゥアン2世の帝冠と剣を手にしたストラテゴポウロスの使者に会うまで知らせを信じようとしなかった。ミカエル8世は8月15日にコンスタンティノープルへ入城し、皇帝として戴冠した。コンスタンティノープルを手にしたミカエルはラテン式の風習をすべて廃止し、第4回十字軍以前の東ローマ式儀式・機関を復活させた。彼は35,000人であった帝都の人口を治世の終わりまでに70,000人に増加させ、傷ついた教会・修道院・公共建築物を修復した。彼は西方ラテン世界、特に隣接するイタリア半島の勢力が団結して自らを打倒し、コンスタンティノープルを再びラテン世界に取り戻す危機に直面した。
ミカエルに押されたヨハネス4世はニカイアに残された。アクロポリテス（Akropolites）によれば、人々はヨハネスを決して正式に皇帝と見なしていなかったという。父テオドロス2世の死後、彼の名前は政府から事実上抹消され、ミカエルの共同皇帝として戴冠式に参加することもなかった。1261年12月、ミカエル8世は最終的にヨハネス4世の目を潰して修道院へと送り、彼が二度と皇位に戻れないようにした。ミカエルはすぐにヨハネスの姉妹を2人のイタリア人およびブルガリア人貴族へ降嫁させ、その子孫が帝位を請求できないようにした。ミカエルはヨハネス廃位を秘密にしようと試み、彼の正式な戴冠式が延期されているに過ぎないと言い続けた。真相が明らかになるとアルセニオス・アウトリアノス総司教はミカエル8世を破門した。破門は6年後（1268年）、ヨセフ1世の就任まで解除されなかった。

## 外交と征服
ゲアナコプロスは「コンスタンティノープル陥落によってローマ教皇は政治的威信を失っただけでなく、精神的正当性への深刻な傷に苦しんだ。ギリシア人がローマから切り離された教会への権利を事実上再び主張するようになったのである。こうして、ミカエルの治世における歴代6教皇の任務は、東方教会のローマ教会への復帰を成し遂げることになった」と記している。西方世界における教皇庁の絶大な影響力を知っていたミカエルは、直ちに教皇ウルバヌス4世のもとへ2人の使節団を送った。イタリアに到着した2人は捕らえられてうち1人は生きたまま皮を剥がされ、もう1人は友好国の領土になんとか逃げ帰った。

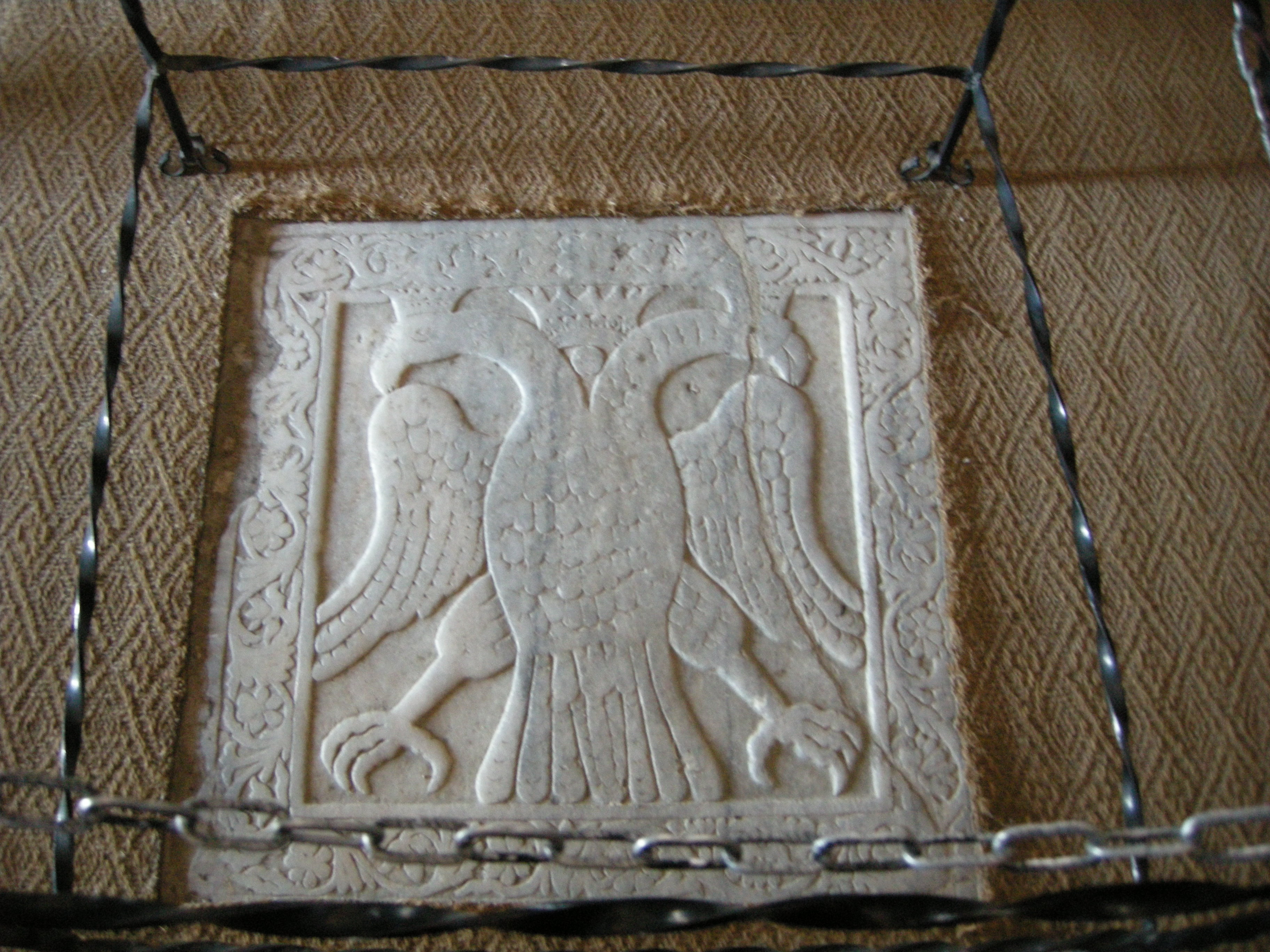
ミストラスの双頭の鷲。1263年、ギヨーム2世・ド・ヴィルアルドゥアンの身代金としてラテン人はミストラスを割譲した。ミカエルは同市に一族が支配するモレアス専制公領を設置した。

ミカエルは対話の機会を得るため、シチリアのマンフレーディ国王にも接近した。1262年、ミカエルは妃テオドラと離婚し、代わりにマンフレーディの姉アンナとの再婚を提案した。この提案は失敗し、アンナ自身が拒絶しただけでなく、テオドラもアルセニオス総司教に助けを求めた。総司教はミカエルを非難し、案を放棄するよう圧力をかけた。折れたミカエルはアンナに贈り物を持たせマンフレーディのもとへ送り届けた。このこともあってアレクシオス・ストラテゴポウロス将軍が釈放された。
同時期、ミカエルは危機的状況に巻き込まれていた。ムイーン・アル＝ディーン・パルワーナによって廃位されたルーム・セルジューク朝のカイカウス2世がミカエルに助けを求めてきた。しかしクロード・カーエン（Claude Cahen）の言葉を借りれば、カイカウスは「残酷なまでに失望する」ことになった。ミカエルはロシアよりイランのモンゴル人を好んでいたが、彼らはカイカウスの敵を支持していた。その上、はるかに危険な西欧が彼と敵対する中、アジアで事を構えることはできなかった。カイカウスは投獄されたが、その理由についてカーエンはカイカウスが邪魔になったか、あるいは「度を越した非難に没頭したから」だと信じている。その後ロシアから来たモンゴル軍によって解放されたカイカウスはクリミアへと逃れ、余生をそこで過ごした。
軍事上の失敗が立て続いた。1263年、ミカエルはアカイア公国を征服するべく5,000人のセルジューク人傭兵を含む15,000人の軍勢をモレアスへと送ったが、プリニツァで奇襲に遭って遠征は失敗に終わった。同年には帝国海軍とジェノヴァ海軍からなる48隻の艦隊がセッテポッツィの戦いでより小規模なヴェネツィア軍に敗れた。翌年、報酬を払われていなかったセルジューク傭兵の裏切りによってモレアスの帝国軍はマクリプラギの戦いで再び敗北した。ミカエルの運勢は1265年春にどん底へと達した。ノガイ率いるタタール人およびブルガール人の軍勢がトラキアを略奪する中で、僅かに少人数を従えコンスタンティノープルへ戻るミカエル8世を襲撃した。側近さえも命を惜しんで皇帝を見捨てて逃走する中、ガノス山脈を越えマルマラ海沿岸に逃れたミカエルは偶然2隻のラテン人船に遭遇し、急いで乗り込んで船内で2日を過ごした後ようやく安全にコンスタンティノープルへと帰還した。「こうして、ミカエルは彼の人生で最も危機的な状況から生還した」とゲアナコプロスは述べている。
コンスタンティノープル奪取後の軍事的優位は失われたが、ミカエルは外交的手腕を駆使して一連の危機を切り抜ける。セッテポッツィの敗戦後、ミカエルはそれ以前に確保したジェノヴァのガレー船60隻を放棄し、ヴェネツィアへと接近した。ミカエルはニンファエウムと類似した特権をヴェネツィアに与える秘密条約を交渉したが、ドージェ・レニエロ・ゼーノは合意締結に失敗した。彼は1263年にエジプトのマムルーク朝スルターン・バイバルスおよびジョチ・ウルスのベルケ・ハンとも条約を結んでいる。

## ミカエルとシャルル・ダンジュー

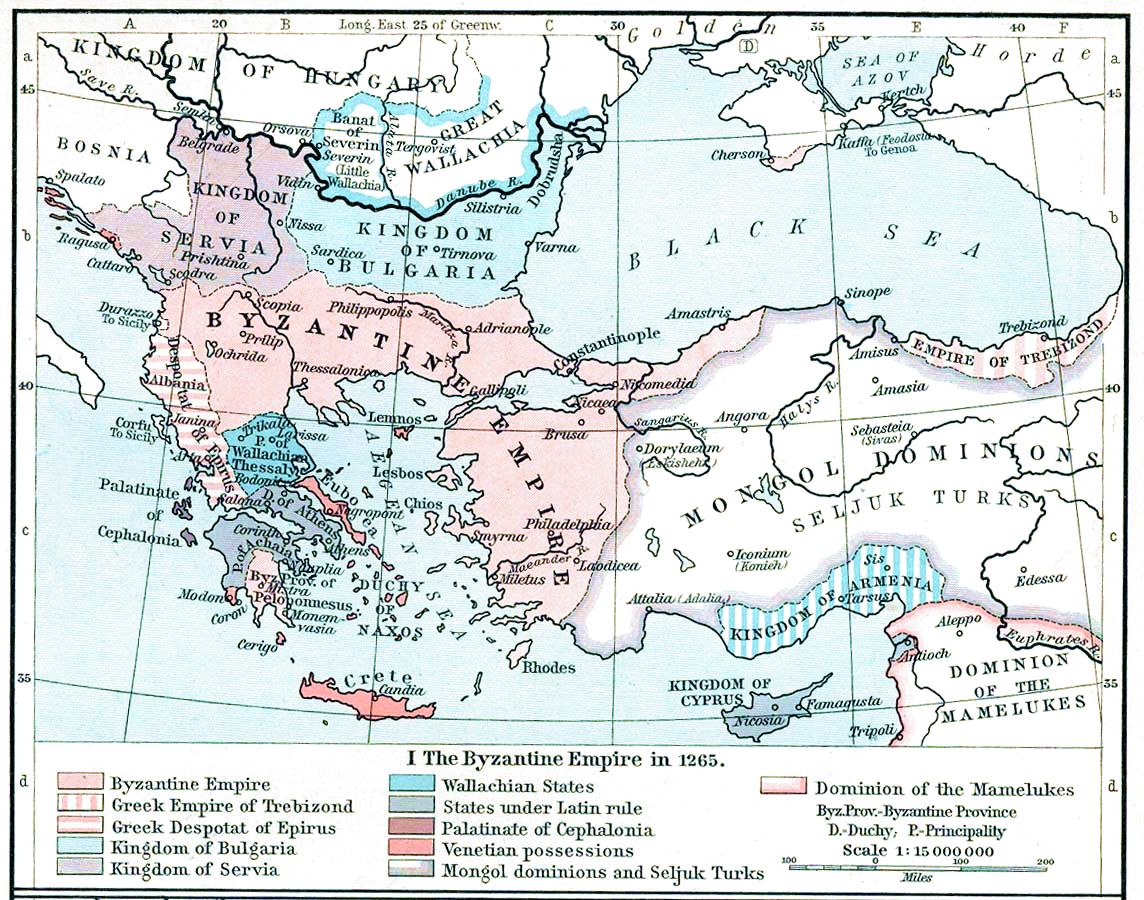
1265年の再興された東ローマ帝国 (William R. Shepherd, Historical Atlas, 1911)

1266年2月26日のベネヴェントの戦いによってミカエルと生涯にわたって争う敵シャルル・ダンジューが台頭してきた。ゲアナコプロスが強調するように、ミカエルは「1266年から死の直前である1282年まで...東ローマ帝国を叩きのめし、コンスタンティノープルをラテン世界に取り戻すという野望に満ちたシャルル・ダンジューとの対決にほとんど全力を傾けていた」。1268年8月23日、シャルルはタリャコッツォの戦いでコンラディンを打ち負かしてシチリア支配を確固たるものにしていた。また、ラテン帝国再興を目論んで1267年5月、教皇クレメンス4世の仲介によって亡命中の皇帝ボードゥアン2世およびギヨーム2世・ド・ヴィルアルドゥアンとヴィテルボ条約を結んでいる。

ミカエルとシャルルには多くの共通点が存在した。ゲアナコプロスはニケフォロス・グレゴラスによる両者の比較を引用している。
大いなる野望に動かされたシャルルは、コンスタンティノープルを奪取するという決意を種のように心に植え付けていた。その主になれば、あたかもユリウス・カエサルやアウグストゥスのような君主になれると夢見ていた。彼は願望を夢見るだけでなく、考えを実行に移すのに長けた人物であった。心身の強さという点で彼は明らかに先駆者たちを凌駕していた...にもかかわらず、彼のギリシア人に対する行動は、ミカエルのラテン人に対する行動と同様、成功裏に終結することはなかった。両者は長期にわたって拮抗しており、しばしば次のように語られていた。すなわちかの皇帝がいなければ帝国はイタリア王シャルルのものになっていただろうし、逆にあのような王がイタリアを治めていなければ、同地の覇権はミカエル・パレオロゴスに渡っていただろうと。
ミカエルはアジア国境でも課題に直面していた。セルジューク朝との平和条約が有効であったにもかかわらずオグズ系遊牧民は東ローマ帝国を侵食し始め、西側の敵と対峙していたミカエルは組織だった対処を取れなかった。スペロス・ヴリョニスはまた、ヨハネス4世ラスカリスに対するミカエルの仕打ちによって、ビテュニアをはじめ各地のギリシア人社会の多くがコンスタンティノープルから完全に離れてしまったと指摘している。1269年、弟の専制公ヨハネスが帝国領アナトリア南部に派遣され、メアンドロス川およびカイストロス川流域の渓谷にいたオグズ人を撤退させた。しかしヨハネスがヨーロッパ戦線に呼び戻されるとオグズ人は征服・定住活動を再開した。そのため、1269年までにトルコ人はカリア沿岸部のトラキア・ストゥディア（Trachia Studia）やストロビロスといった諸都市の支配を確固たるものとした。
ヴィテルボ条約を受け、ミカエルは教皇による支持を削ごうと目論んだ。教皇がシャルル・ダンジューの侵略を正義の聖戦と確信してしまえば、ミカエル側にはその成功を阻止できない。ミカエルは教皇クレメンス4世と教会合同の交渉を再開し、合意を得られたものの1268年11月に肝心の教皇が死去し成果が無に帰してしまった。ゲアナコプロスによれば、シャルルによる直近の攻撃を阻止する道は資源不足しかなかった。シャルルの行動を制限しようと、ミカエルは賢明にも西方世界の指導者でシャルルの兄であるフランス国王ルイ9世に接近した。ルイは異端のキリスト教徒に対する攻撃よりも聖地を支配するムスリムに対する十字軍に興味を示していた。彼はシャルルをチュニジア十字軍に参加させた。ルイがチュニジアで死去した後、指揮を引き継いだシャルルは和約を結び、シチリアに戻って東ローマ帝国攻撃を企てた。しかし暴風雨がシャルルの艦隊を直撃するという奇跡によってミカエルは救われた。「東ローマ帝国のギリシア人にとって」ゲアナコプロスはこう記している「あたかも彼らの守護聖人である聖母マリアが災難から救ったに違いなかった」。
シャルルが教皇選挙への介入を試みた3年の空位期間を経て、新たにグレゴリウス10世が教皇に選ばれた。ミカエルが教会合同に向けた対話を再開したものの、グレゴリウスは前任者ほど親切ではなく、交渉で優位に立たれた。ミカエルは総司教ヨセフとシノドスに対し、教会合同への合意がいかに重要かを説明し、オイコノミア（oikonomia）の原則（ゲアナコプロスは、ここでは「私利私欲の考慮」と訳すのが最適であると指摘している）を持ち出して教皇庁の要求に応じる必要があると説得を試みた。しかし、1274年から1275年の冬にかけての説得にもかかわらず、ミカエルは総主教ヨセフを退位させ、自らの支持者であるヨハネス・ベッコスを後任に据えた。

## リヨン公会議とその後

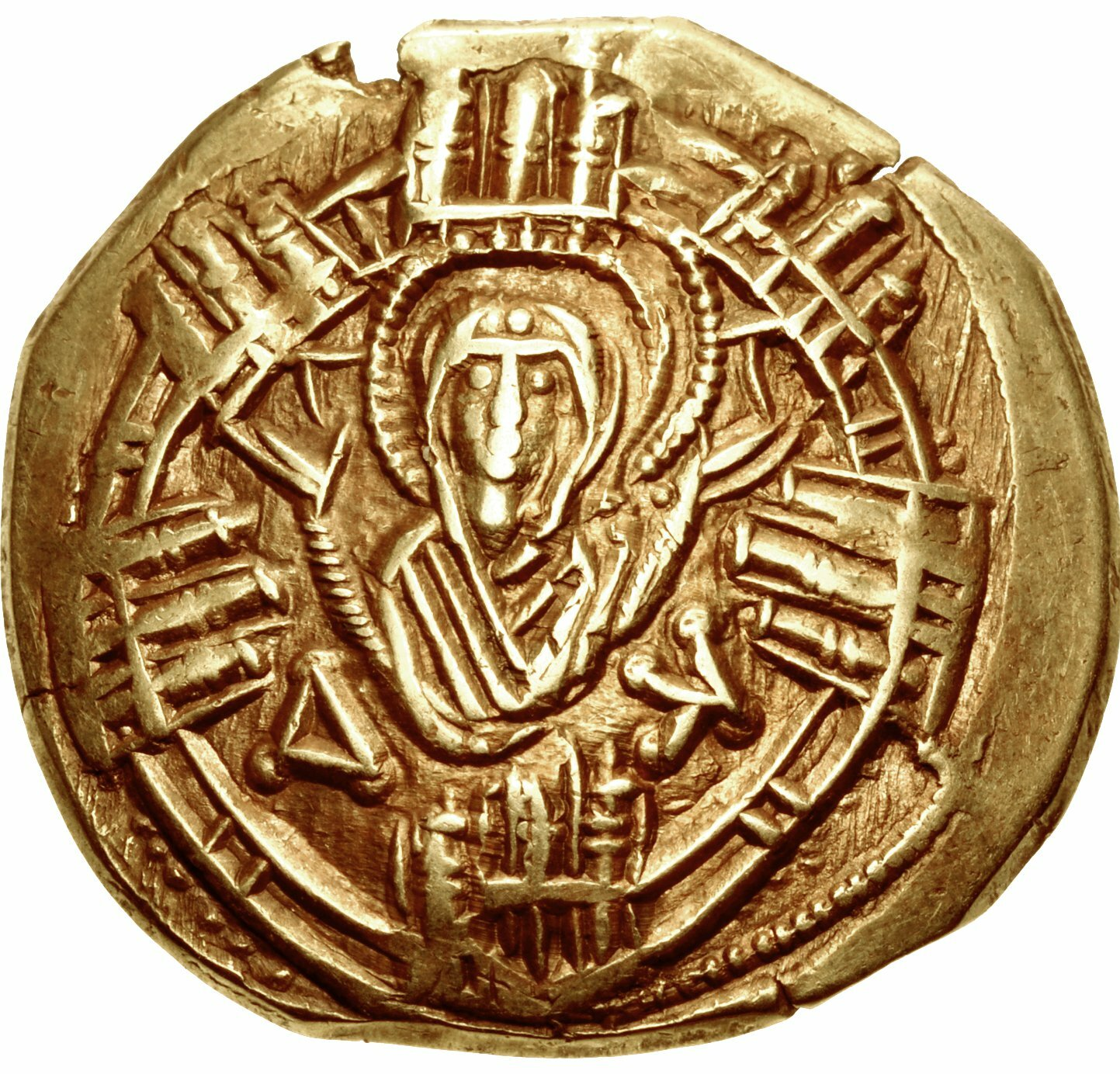
ミカエル8世の硬貨。コンスタンティノープルの城壁から登る聖母マリアが描かれており、ラテン人からの帝都奪還を記念している。

東ローマ帝国の使節団は皇帝からの金印勅書およびその息子アンドロニコスと聖職者からの書簡を携えて1274年6月24日の第2リヨン公会議に参加した。書簡は読まれ、2世紀ぶりに東西教会が交流した。
ミカエル8世はこの合同でコンスタンティノープルおよび西側の侵略者に占領されている領土に対する領有権が法的に裏付けられたという成果を得た。また、シャルルによるミカエルの帝国に対する十字軍の呼びかけに教皇の力添えはもはや期待できなくなった。最後に、テュルク人に対する十字軍を結成し、アナトリアの古いキリスト教都市を回復するというミカエルの提案に対し教皇グレゴリウスは非常に好意的であった。しかしながらグレゴリウスの死（1276年1月）によって、これらの計画は話し合い以上のものにはならなかった。
公会議の知らせがかつての帝国領に広まるにつれ、失望は拡大していった。教皇合同はすべての社会層から反対されたが、中でも聖職者およびアルセニオス元総司教の支持者たち（アルセニオス派と呼ばれた）から大きな反感を買った。合同反対派の主な指導者であったミカエルの姉エウロギアは娘のブルガリア皇妃マリア・パレオロギナ・カンタクゼネの元に逃れ、同地でミカエルに対する陰謀を企てたものの失敗に終わった。エピロス専制公ミカエル2世アンゲロス・コムネノスの息子たち、すなわちニケフォロス1世およびその異母弟ヨハネス1世ドゥーカスの反対はより深刻であった。彼らは正教会の守護者として振る舞い、コンスタンティノープルから亡命してきた合同反対派を支援した。ミカエルは当初反対派を説得できると期待して比較的寛大に振る舞ったが、反対派からの敵意を受けて暴力に訴えた。多くの反対派は目を潰されるか追放された。著名な2人の聖職者メレティオスおよびイグナティオスも処罰された。メレティオスは舌を切り落とされ、イグナティオスは目を潰された。宮廷の側近さえも厳罰に処され、皇帝に反対する文書を単に読んだり所持しているだけで死刑が課された。「ほとんど内戦に匹敵するこれらの騒動から」ゲアナコプロスは「教会合同には余りにも大きな犠牲が払われたかもしれない」と結論付けている。
宗教的状況はミカエルの立場を悪化させるだけだった。アルセニオス派は不満を抱くアナトリアで広い支持を集め、ミカエルは同様の冷酷さで応えた。ヴリョニスによれば「これらの分子は軍から排除・疎外され、トルコ軍へと合流していった」。1278年、メアンドロス川渓谷に侵入したトゥルクマーンに対する遠征は限られた成果しか得られず、アンティオキアは永遠に失われ、4年後にはトラレスおよびニュサも同様の運命をたどった。
1277年5月1日、ヨハネスはネオパトラスで聖シノドを開催し、そこで皇帝、総司教、および教皇を異端として聖絶した。対抗して6月16日にハギア・ソフィアで開催された聖シノドではニケフォロスとヨハネス両者が聖絶された。1277年12月、ヨハネスは再び聖シノド開催を呼びかけ、集まった8人の司祭、数人の修道院長、および100人の修道士は再び皇帝、総司教、および教皇を聖絶した。
戦場での成果はより良いものではあったが、依然としてばらついたものであった。ミカエルは1270年代後半のブルガリア内戦に介入したものの、東ローマ帝国軍は農民出身のブルガリア皇帝イヴァイロの前に数回大敗を喫した。ミカエルはなんとか義理の息子イヴァン・アセン3世をブルガリア帝位につけさせたものの、デヴィナの敗戦後は亡命を余儀なくされた。しかしながらその後、ブルガリア帝国の内情が不安定な隙を突いてトラキアのブルガリア領土を奪取した。1275年、ミカエル8世はギリシアのラテン諸邦を攻撃するべく陸軍部隊および73隻の艦隊からなる遠征軍をテッサリアへ差し向けた。陸ではネオパトラスで大敗を喫したものの、海ではデメトリアスで大勝した。
最後に、彼は西ギリシアでシャルル・ダンジューに対し勝利した。シャルル軍のユーグ・ド・シュリー将軍は8,000人の兵士（2,000人の騎兵を含む）を率いて1280年にブトリントを征服し、ベラトを包囲した。ミカエル・タルカニオテス率いる東ローマ側の援軍は1281年3月に到着した。奇襲を受けたユーグ・ド・シュリーは捕虜となり、彼の軍は逃亡した。ゲアナコプロスは多くの学者がこの戦いの重要性を正当に評価していないとしている。「この勝利によって帝都に対する陸路からの遠征は完全な失敗に終わった。それゆえ...シャルルはコンスタンティノープルへの攻撃を海上からへと切り替えざるを得なかった」。

## シチリアの晩祷

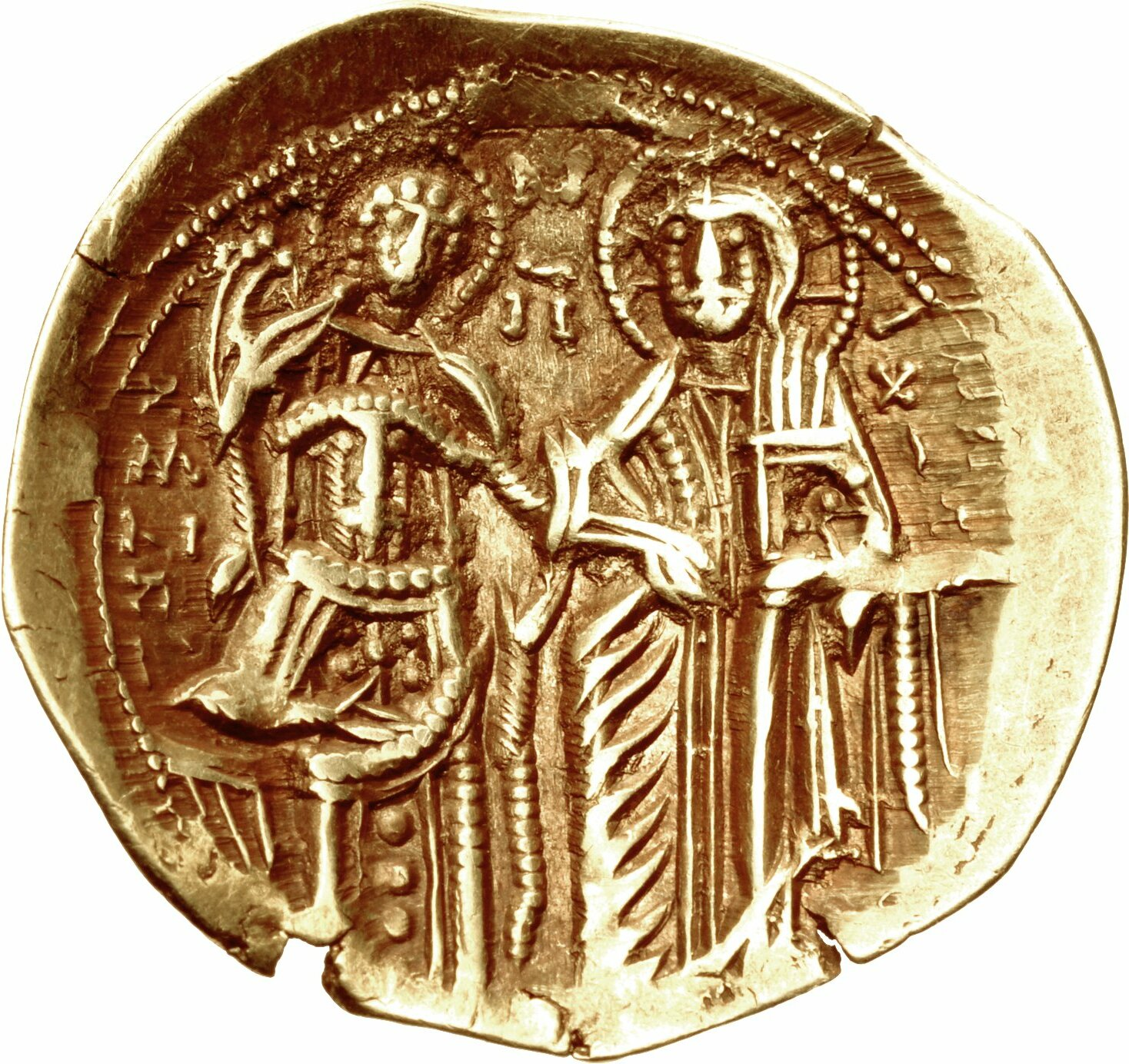
ミカエル8世のヒュペルピュロン金貨。大天使ミカエル（左上）が見守る中、ミカエル8世（左下）がキリスト（右）の前に跪いている。

1281年2月22日に選出されたフランス人の新教皇マルティヌス4世はゲアナコプロスの言葉を借りれば、シャルル・ダンジューに対し「盲目的に追従していた」。再びシャルルのコンスタンティノープル征服を妨げるものはなくなり、彼は直ちに新たな攻撃に向けて動き出した。初めに1281年4月10日、マルティヌス4世は事前の警告・挑発なく急にミカエルを破門し、リヨンでの合意は破綻した。
シャルルはミカエルが招集できる数を遥かに上回る数の軍を集めていた。大マリーノ・サヌートによれば、シャルルはシチリア島に100隻の船を集めただけでなく、ナポリ、プロヴァンス、およびギリシアの自国領に300隻を用意しており、8,000人以上の騎兵を運べたという。ゲアナコプロスはシャルルの貯蓄していた物資に関連する文書のうち、現存しているものを引用している。1281年10月28日付のアンジューからの領収書には「鉄製マトック二千本、鉄杭三千本、砕岩用大槌、ひも、鉄製ショベル、斧、ピッチ煮沸用の釜」といった遠征用物資の一覧が掲載されている。別の注文書では「ヴェネツィアで製造中の鉄杭四千本」の配送が要求されている。またピサの商人に対し、シャルルの紋章フルール・ド・リスを刻んだ様々な大きさの盾2,500個を注文したものも存在する。シャルルには多くの同盟者が連なっていった。血縁関係にあるフランス国王やハンガリー国王だけでなく、セルビアやブルガリアの君主、それにエピロス専制公や東ローマ帝国内の反体制派、およびヨーロッパの海軍大国ヴェネツィア共和国が味方となっていた。
ミカエルは明らかにシャルル・ダンジューに対抗する味方を探して求めていたものの、数は限られていた。ドナルド・ニコル（Donald Nicol）は「彼に船を貸す」と言ったエジプト・マムルーク朝のスルターンと、「ブルガリア人に睨みを利かせられる」南ロシアを支配するジョチ・ウルスのタタール人を挙げている。使節団をドイツ王ルドルフ1世に送ったものの、よそよそしい返事しか得られなかった。自らもシャルルを憎んでいたアラゴン国王ペドロ3世からはより芳しい返事が得られた。ゲアナコプロスによれば、ペドロの王妃コンスタンサはマンフレーディの娘であり、それゆえペドロはシャルルを正当な支配者コンスタンサからシチリア島を奪った簒奪者と見なしていた。ペドロは後に王宮官房長官に任じられるジョヴァンニ・ダ・プローチダをはじめ、シチリアからの亡命者を受け入れていた。しかしアラゴンは地中外の対岸に位置し、ミカエルからは遠かった。
しかし1282年3月30日、シャルルがコンスタンティノープルを攻撃するより前にシチリアの晩祷事件が勃発した。ミカエルは鎮圧のため4隻の船を差し向けたが、反乱軍がメッシーナを占領するに及んでミカエル相手に用意した人員・物資を用いて同市を包囲するよう命じた。一方でメッシーナにあったアンジュー軍の軍艦70隻が破壊された。その後シャルルは包囲を解き、アラゴン国王ペドロがシチリア島に上陸して王妃の領地を取り戻した。ミカエル（およびアラゴン国王ペドロ、ジョヴァンニ・ダ・プローチダ、ならびにミカエルの使節ベネデット1世ザッカリア）をシチリア晩祷事件の黒幕として破門した1282年11月18日付の教皇マルティヌスによる勅令を機に、ミカエルは扇動者として見なされるようになった。ゲアナコプロスはミカエルが蜂起の指導者と以前から接触していたことは認めつつ、「ミカエル・パレオロゴスが聖霊教会で起きた出来事と無関係だったことは疑う余地がない」と記している。
その上ミカエル8世はクレタ島の反ヴェネチア暴動を扇動していた。中でも最も有名なのは、レティムノン・メシ（Mesi in Rethymnon）のゲオルギオスおよびテオドロスのホルタツォイ兄弟が率いた6年間の反乱で、ヴェネチア当局とその経済的利益に顕著な損害を与えた。ミカエルはシャルル・ダンジューの同盟者ヴェネツィアをコンスタンティノープルの宮廷で交渉の座に着かせた。

## 死とその影響
ミカエルは1282年12月11日、トラキア・パコミオス（Pachomios）村で亡くなった。彼はローマ教会との合同をめぐって正教会を迫害していたためコンスタンティノープルでの埋葬を拒否され、代わりにライデストス（現テキルダー）のネア・モネ（Nea Mone）修道院に埋葬された。3年後の1285年、彼の遺体はセリュンブリアのキリスト修道院に移されたが、同地は1260年に彼がバシレイオス2世の遺体を改葬した地であった。
東ローマ帝国再興時、ミカエルは欠点を直すことなく旧体制を復活させた。コンスタンティノープル回復とヨーロッパ防衛の際、アナトリア半島辺境からの撤兵、給与引き下げ、免税特権廃止に迫られた。これらの政策によって辺境政策は破綻していき、ミカエルの生前からトルコ人の侵入が相次いだ。彼が開いたパレオロゴス朝はその後東ローマ帝国を約2世紀にわたって支配した。また、彼の治世中海軍は一時的に再興され、80隻の軍艦が揃っていた。

## 家族

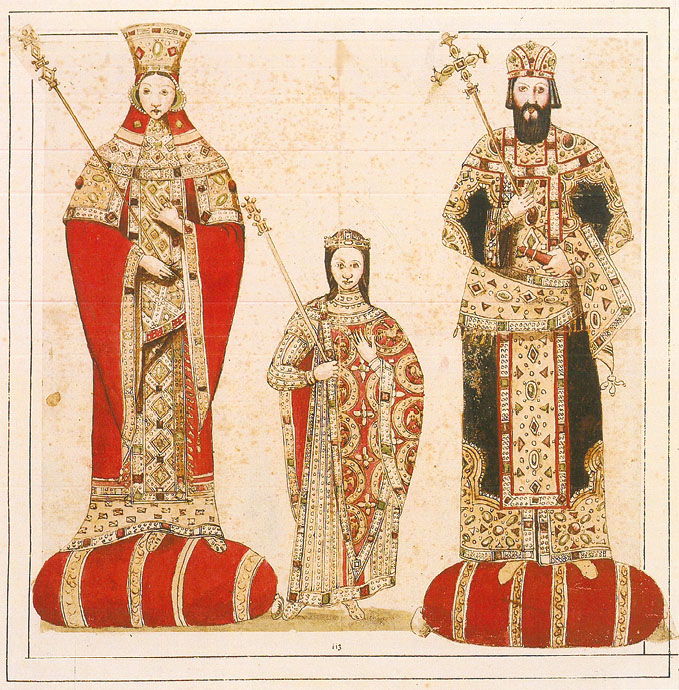
ぺリブレプトス修道院にあった、東ローマ帝国時代の失われた絵画の再現画。ミカエル8世がテオドラおよびコンスタンティノスと共に描かれている。

1253年にテオドラ・ドゥーカイナ・ヴァタツァイナ（大おじがニカイア帝国皇帝ヨハネス3世ドゥーカス・ヴァタツェス）と結婚。伝えられるところによると、テオドラは少女時代に孤児となり、聖者と呼ばれたヨハネス3世に「わが子同然に愛されて育った」という。ミカエル8世との結婚も、ヨハネス3世の意向によるものだったという。2人は以下の子供をもうけた。
1. マヌエル（Μανουήλ Παλαιολόγος, 1254年頃 - 1259年）
2. アンドロニコス2世パレオロゴス（1259年 - 1332年）
3. コンスタンティノス（Κωνσταντίνος Παλαιολόγος, 1261年 - 1306年）
4. エイレーネー・パレオロギナ（Ειρήνη Παλαιολογίνα）ブルガリア皇帝イヴァン・アセン3世の妃
5. アンナ・パレオロギナ（Άννα Παλαιολογίνα）デメトリオス・ミカエル・ドゥーカス（エピロス専制公ニケフォロス1世ドゥーカスの弟）夫人。のちエピロス専制公ジョヴァンニ2世オルシーニの妻となった同姓同名の女性の祖母にあたる。
6. エウドキア・パレオロギナ（Ευδοκία Παλαιολογίνα）トレビゾンド帝国皇帝ヨハネス2世の皇妃
7. テオドラ・パレオロギナ（Θεοδώρα Παλαιολογίνα）グルジア王国およびイメレティ王国のダヴィト6世（英語版）の後妻

愛人のディプロバタツァイナとの間に、次の2人の庶子をもうけた。
1. エウフロシュネー・パレオロギナ（Ευφροσύνη Παλαιολογίνα）- ジョチ・ウルスのノガイ・ハーンに降嫁
2. マリア・パレオロギナ（Μαρία Παλαιολογίνα）- イルハン朝のアバカ・ハーンに降嫁、デスピナ・ハトゥンと呼ばれた。

## 系譜
| \| \| \| \| \| \| \| \| \| \| \| 8. ミカエル・パレオロゴス（英語版） \| \| \| \| \| \| \| \| \| \| \| \| \| \| \| \| \| \| \| \| \| \| \| \| \| \| \| \| \| \| \| \| \| \| \| \| \| \| \| \| \| \| \| \| \| \| \| \| \| \| \| 4. アレクシオス・パレオロゴス \| \| \| \| \| \| \| \| \| \| \| \| \| \| \| \| \| \| \| \| \| \| \| \| \| \| \| \| \| \| \| \| \| \| \| \| \| \| \| \| \| \| \| \| \| \| \| \| \| \| \| \| \| \| \| \| \| \| \| \| 9. ... \| \| \| \| \| \| \| \| \| \| \| \| \| \| \| \| \| \| \| \| \| \| \| \| \| \| \| \| \| \| \| \| \| \| \| \| \| \| \| \| \| \| \| \| \| \| \| \| \| \| \| \| \| \| \| \| \| \| \| \| 2. アンドロニコス・コムネノス・パレオロゴス（英語版） \| \| \| \| \| \| \| \| \| \| \| \| \| \| \| \| \| \| \| \| \| \| \| \| \| \| \| \| \| \| \| \| \| \| \| \| \| \| \| \| \| \| \| \| \| \| \| \| \| \| \| \| \| \| \| \| \| \| \| \| 10. アレクシオス・パレオロゴス \| \| \| \| \| \| \| \| \| \| \| \| \| \| \| \| \| \| \| \| \| \| \| \| \| \| \| \| \| \| \| \| \| \| \| \| \| \| \| \| \| \| \| \| \| \| \| \| \| \| \| \| \| \| \| \| \| \| \| \| 5. エイレーネー・コムネネ \| \| \| \| \| \| \| \| \| \| \| \| \| \| \| \| \| \| \| \| \| \| \| \| \| \| \| \| \| \| \| \| \| \| \| \| \| \| \| \| \| \| \| \| \| \| \| \| \| \| \| \| \| \| \| \| \| \| \| \| 11. ... \| \| \| \| \| \| \| \| \| \| \| \| \| \| \| \| \| \| \| \| \| \| \| \| \| \| \| \| \| \| \| \| \| \| \| \| \| \| \| \| \| \| \| \| \| \| \| \| \| \| \| \| \| \| \| \| \| \| \| \| 1. ミカエル8世パレオロゴス \| \| \| \| \| \| \| \| \| \| \| \| \| \| \| \| \| \| \| \| \| \| \| \| \| \| \| \| \| \| \| \| \| \| \| \| \| \| \| \| \| \| \| \| \| \| \| \| \| \| \| \| \| \| \| \| \| \| \| \| 12. ゲオルギオス・パレオロゴス（英語版） \| \| \| \| \| \| \| \| \| \| \| \| \| \| \| \| \| \| \| \| \| \| \| \| \| \| \| \| \| \| \| \| \| \| \| \| \| \| \| \| \| \| \| \| \| \| \| \| \| \| \| \| \| \| \| \| \| \| \| \| 6. アレクシオス・パレオロゴス（英語版） \| \| \| \| \| \| \| \| \| \| \| \| \| \| \| \| \| \| \| \| \| \| \| \| \| \| \| \| \| \| \| \| \| \| \| \| \| \| \| \| \| \| \| \| \| \| \| \| \| \| \| \| \| \| \| \| \| \| \| \| 13. ... \| \| \| \| \| \| \| \| \| \| \| \| \| \| \| \| \| \| \| \| \| \| \| \| \| \| \| \| \| \| \| \| \| \| \| \| \| \| \| \| \| \| \| \| \| \| \| \| \| \| \| \| \| \| \| \| \| \| \| \| 3. テオドラ・アンゲリナ・パレオロギナ（英語版） \| \| \| \| \| \| \| \| \| \| \| \| \| \| \| \| \| \| \| \| \| \| \| \| \| \| \| \| \| \| \| \| \| \| \| \| \| \| \| \| \| \| \| \| \| \| \| \| \| \| \| \| \| \| \| \| \| \| \| \| 14. アレクシオス3世アンゲロス \| \| \| \| \| \| \| \| \| \| \| \| \| \| \| \| \| \| \| \| \| \| \| \| \| \| \| \| \| \| \| \| \| \| \| \| \| \| \| \| \| \| \| \| \| \| \| \| \| \| \| \| \| \| \| \| \| \| \| \| 7. エイレーネー・コムネネ・アンゲリナ \| \| \| \| \| \| \| \| \| \| \| \| \| \| \| \| \| \| \| \| \| \| \| \| \| \| \| \| \| \| \| \| \| \| \| \| \| \| \| \| \| \| \| \| \| \| \| \| \| \| \| \| \| \| \| \| \| \| \| \| 15. エウフロシュネ・ドゥーカイナ・カマテラ（英語版） \| \| \| \| \| \| \| \| \| \| \| \| \| \| \| \| \| \| \| \| \| \| \| \| \| \| \| \| \| \| \| \| \| \| \| \| \| \| \| \| \| \| \| |                                             |  |  |  |  |  |  |  |  |                           |  |  |  |
| |                                             |  |  |  |  |  |  |  |  | 8. ミカエル・パレオロゴス |  |  |  |
| |                                             |  |  |  |  |  |  |  |  |                           |  |  |  |
| |                                             |  |  |  |  |  |  |  |  |                           |  |  |  |
| |                                             |  |  |  |  |  |  |  |  |                           |  |  |  |
| | 4. アレクシオス・パレオロゴス               |  |  |  |  |  |  |  |  |                           |  |  |  |
| |                                             |  |  |  |  |  |  |  |  |                           |  |  |  |
| |                                             |  |  |  |  |  |  |  |  |                           |  |  |  |
| |                                             |  |  |  |  |  |  |  |  |                           |  |  |  |
| | 9. ...                                      |  |  |  |  |  |  |  |  |                           |  |  |  |
| |                                             |  |  |  |  |  |  |  |  |                           |  |  |  |
| |                                             |  |  |  |  |  |  |  |  |                           |  |  |  |
| |                                             |  |  |  |  |  |  |  |  |                           |  |  |  |
| | 2. アンドロニコス・コムネノス・パレオロゴス |  |  |  |  |  |  |  |  |                           |  |  |  |
| |                                             |  |  |  |  |  |  |  |  |                           |  |  |  |
| |                                             |  |  |  |  |  |  |  |  |                           |  |  |  |
| |                                             |  |  |  |  |  |  |  |  |                           |  |  |  |
| | 10. アレクシオス・パレオロゴス              |  |  |  |  |  |  |  |  |                           |  |  |  |
| |                                             |  |  |  |  |  |  |  |  |                           |  |  |  |
| |                                             |  |  |  |  |  |  |  |  |                           |  |  |  |
| |                                             |  |  |  |  |  |  |  |  |                           |  |  |  |
| | 5. エイレーネー・コムネネ                   |  |  |  |  |  |  |  |  |                           |  |  |  |
| |                                             |  |  |  |  |  |  |  |  |                           |  |  |  |
| |                                             |  |  |  |  |  |  |  |  |                           |  |  |  |
| |                                             |  |  |  |  |  |  |  |  |                           |  |  |  |
| | 11. ...                                     |  |  |  |  |  |  |  |  |                           |  |  |  |
| |                                             |  |  |  |  |  |  |  |  |                           |  |  |  |
| |                                             |  |  |  |  |  |  |  |  |                           |  |  |  |
| |                                             |  |  |  |  |  |  |  |  |                           |  |  |  |
| | 1. ミカエル8世パレオロゴス                  |  |  |  |  |  |  |  |  |                           |  |  |  |
| |                                             |  |  |  |  |  |  |  |  |                           |  |  |  |
| |                                             |  |  |  |  |  |  |  |  |                           |  |  |  |
| |                                             |  |  |  |  |  |  |  |  |                           |  |  |  |
| | 12. ゲオルギオス・パレオロゴス              |  |  |  |  |  |  |  |  |                           |  |  |  |
| |                                             |  |  |  |  |  |  |  |  |                           |  |  |  |
| |                                             |  |  |  |  |  |  |  |  |                           |  |  |  |
| |                                             |  |  |  |  |  |  |  |  |                           |  |  |  |
| | 6. アレクシオス・パレオロゴス               |  |  |  |  |  |  |  |  |                           |  |  |  |
| |                                             |  |  |  |  |  |  |  |  |                           |  |  |  |
| |                                             |  |  |  |  |  |  |  |  |                           |  |  |  |
| |                                             |  |  |  |  |  |  |  |  |                           |  |  |  |
| | 13. ...                                     |  |  |  |  |  |  |  |  |                           |  |  |  |
| |                                             |  |  |  |  |  |  |  |  |                           |  |  |  |
| |                                             |  |  |  |  |  |  |  |  |                           |  |  |  |
| |                                             |  |  |  |  |  |  |  |  |                           |  |  |  |
| | 3. テオドラ・アンゲリナ・パレオロギナ       |  |  |  |  |  |  |  |  |                           |  |  |  |
| |                                             |  |  |  |  |  |  |  |  |                           |  |  |  |
| |                                             |  |  |  |  |  |  |  |  |                           |  |  |  |
| |                                             |  |  |  |  |  |  |  |  |                           |  |  |  |
| | 14. アレクシオス3世アンゲロス               |  |  |  |  |  |  |  |  |                           |  |  |  |
| |                                             |  |  |  |  |  |  |  |  |                           |  |  |  |
| |                                             |  |  |  |  |  |  |  |  |                           |  |  |  |
| |                                             |  |  |  |  |  |  |  |  |                           |  |  |  |
| | 7. エイレーネー・コムネネ・アンゲリナ       |  |  |  |  |  |  |  |  |                           |  |  |  |
| |                                             |  |  |  |  |  |  |  |  |                           |  |  |  |
| |                                             |  |  |  |  |  |  |  |  |                           |  |  |  |
| |                                             |  |  |  |  |  |  |  |  |                           |  |  |  |
| | 15. エウフロシュネ・ドゥーカイナ・カマテラ  |  |  |  |  |  |  |  |  |                           |  |  |  |
| |                                             |  |  |  |  |  |  |  |  |                           |  |  |  |
| |                                             |  |  |  |  |  |  |  |  |                           |  |  |  |